# ジリアン・テット
ジリアン・テット（英語: Gillian Tett、1967年7月10日 - ）は、イギリスの随筆家、ジャーナリスト。フィナンシャル・タイムズアメリカ版の編集長を務めた。

## 人物
イギリス生まれ。ケンブリッジ大学で社会人類学を専攻しPh. D.を取得。タジキスタンでの学究生活を終えた後、インターンシップ制度でフィナンシャル・タイムズでの就業を志願し、給仕係など雑務をこなしていたが、バルト三国の独立に際してタジキスタン生活の経験を買われて取材に参加したことを転機に、ジャーナリストの道を歩むこととなる。
東京支局長となったときにバブル終末後の失われた20年という世相を経験し、なぜこのような出来事が起こったか解き明かそうと、『セイビング・ザ・サン』(テット 2004)を著作した。

## 来歴
- 1989年 - 社会人類学の研究テーマにイスラム教を選び、学究活動の一環としてタジキスタンに在住する[1]。
- 1997年 - フィナンシャル・タイムズ特派員となる。
- 2000年 - フィナンシャル・タイムズ東京支局長となる。
- 2010年 - フィナンシャル・タイムズ アメリカ版編集長（2012年まで[2]）。
- 2015年 - ランカスター大学より名誉博士号が授与される[2]。

## 著作
- テット, ジリアン 著、武井楊一 訳『セイビング・ザ・サン : リップルウッドと新生銀行の誕生』日本経済新聞社、2004年4月。ISBN 4532350921。
- テット, ジリアン 著、土方奈美 訳『サイロ・エフェクト:高度専門化社会の罠』文藝春秋、2016年2月。ISBN 978-4163903897。
- テット, ジリアン 著、土方奈美 訳『愚者の黄金―大暴走を生んだ金融技術』日本経済新聞社、2009年10月。ISBN 9784532353858。